# 서양 17세기의 교육
본 문서는 서양 17세기의 교육에 관한 것이다. 17세기 서양에서는 근대 과학사상과 함께 실학주의 교육이 대두되었다.

## 배경
17세기에 이르자 과학적 정신이 발흥하게 되어 코페르니쿠스 및 갈릴레이의 천문학, 뉴턴의 물리학, 윌리엄 하비(William Harvey, 1578-1657)의 생리학과 같은 경험적·실험적 과학이 크게 일어났고, 아울러 그 방법의 원리인 베이컨의 귀납법이 제창되었다. 또 다른 한편으로는 데카르트를 대표로 하는 합리주의 철학이 제창되어 진리를 탐구하는 학문적 정신을 크게 자극하게 되었다. 이와 같은 시대적 분위기 속에서 교육에 있어서도 이 정신이 받아들여져 자연의 이법(理法)을 존중하고 경험을 통한 학습을 존중하는 실학주의 교육사상이 나타났다.

## 실학주의
실학주의라 함은 문예부흥 이후 교육사상의 주류를 이루고 있던 언어주의와 형식주의를 탈피하고 모든 교육을 현실적으로 생활과 관련지으려고 하였던 교육운동을 말한다. 이 실학주의는 고전의 암기나 어법과 문법에 치중하는 교육은 현실생활과는 유리된 것이므로 교육을 현실에 부합시키고 실제 생활에 수반되는 여러 가지 사회적 의무에 대하여 학생이 더욱 잘 적응할 수 있도록 교육·훈련하고자 하는 것이다. 즉 16세기의 인문주의는 고전과 그 언어의 형식을 지나치게 존중하는 형식화된 인문주의에 빠지고 말았으나, 17세기에 와서는 내용을 존중하고 현실과 실물의 직관을 통하여 우리의 실생활에 필요한 지식을 가르침으로써 현실생활에 필요한 유능한 인물을 양성하려는 실학주의가 나타났다.  다시 말하면 16세기에 나타난 새로운 과학적 방법과 철학적 방법의 결합은 과학과 철학에 중요한 영향을 끼쳤고, 교육의 발달에도 큰 영향을 미쳤던 것이다. 즉 진리 발견의 과학적인 방법은 교육에 있어서도 인간의 능력과 이성 및 경험을 존중하는 실학주의 교육을 낳게 하였다. 이러한 과정 속에서 대두된 실학주의 성격은 '언어 이전에 사물(things before words)'이라고 하는 표어 속에 집약되고 있다. 실학주의 교육사상은 경험적 사물을 중히 여김과 동시에 모국어를 존중하는 기운이 일어나서 라틴어 대신에 국어를 많이 사용하게 되었다. 16세기 인문주의자들의 형식적 언어주의의 폐해를 공격하고, 교육은 마땅히 현실생활과 관련을 가지고 실생활에서 유능하게 활동할 수 있는 인간을 양성하여야 한다고 주장하였다.
실학주의 교육사상의 특색을 살펴보면 다음과 같다.
① 실용성·실천성을 교육의 궁극적인 목표로 삼았으며, 이에 따라 구체적 사물과 실용적 지식을 존중하였다.
② 16세기까지의 신학과 고전어 및 고전 중심의 교육과정에서 탈피하여 자연과학·근대외국어·모국어 등의 교육과정을 중시하였다.
③ 교육방법으로서는 암기나 기억보다 이해와 경험을 중요시하였고, 또한 새로운 교수법으로 시청각교육의 개념이 도입되었다. 즉 모든 지식은 우리의 오관(五官)을 통과해야만 믿을 수 있는 것이 된다고 보았던 것이다.
④ 본질적으로 귀족적인 것이었다고 할 수 있다. 사회적 실학주의자인 몽테뉴(M. E. de Montaigne, 1533년-1592년)는 상류계급의 교육에만 관심이 있었다.
실학주의는 그 주된 성격에 따라서 인문적 실학주의·감각적 실학주의·사회적 실학주의의 세 가지 유형으로 구분된다.

### 인문적 실학주의
인문적 실학주의(人文的實學主義, humanistic reallism)는 인문주의적 색채를 띠고 있는 실학주의로서 고전을 배운다는 점에서는 인문주의 교육과 같으나 고전을 배워 그것을 실제적인 생활에 이용한다는 뜻에서 실학주의적 성격을 가지고 있는 것이다. 이 유파에 속하는 이는 비베스(J. L. Vives, 1492년-1540년)·라블레(F. Rabelais, 1494년-1553년)·밀턴(J. Milton, 1608년-1674년) 등이다. 인문적 실학주의가 주장하는 것은 개인이 자기가 살고 있는 환경에 잘 적응하기 위해서는 인간사회 및 그 사회의 여러 가지 제도·자연, 그리고 자연과 인간과의 관계를 잘 이해하여야 하며, 이러한 지식은 고전문학을 연구함으로써만 얻을 수 있다고 한다. 인문적 실학주의자들의 목표는 고전문학의 의미를 밝혀서 그 자체를 위한 연구가 아닌 고전문학이 포함하고 있는 과학적·역사적·사회적 지식을 연구하는 데 있었다. 결국 이들은 고전을 인간의 실제생활을 준비하는 도구로써 다룬 것이다.  교육내용은 그리스와 로마의 고전을 높이 평가했고, 세계어로서의 라틴어·그리스어·헤브라이어, 그리고 특히 모국어를 중요시하였다. 이러한 언어 외에도 비베스는 수학·자연과학·물리학·역사·지리·문학·철학도 교육내용으로 다루었다. 고등교육에서는 신학·철학·법률·의학·건축학·정치학·군사학 등 전문직업에 관한 학과를 강조하였다. 라블레는 성서·철학·우주학·기하·산수·음악·천문학·자연과학 등의 백과전서적인 학과목을 중요시하였다.  교육방법에 있어서 비베스는 교수법의 기초가 되는 정신작용에 관하여 연구하였다. 그는 교사는 학생을 개별적으로 연구하여 각 개인의 흥미와 능력에 맞도록 교육을 해야 한다고 하였다. 라블레도 현대적인 교수법에 필요한 교육방법을 전개시켰다. 그에 의하면 학습은 자발성의 원리에서 성립되기 때문에 강제 수단을 사용하기 보다 흥미 중심으로 하라고 하였다. 그리하여 그는 가끔 유희나 운동을 학습을 유쾌하게 만들기 위한 방법으로 사용하였다.  기독교적 인문주의자라고도 할 수 있는 밀턴에게 있어서의 학습 목적은 신을 바르게 알기 위한 것이었으며, 교육을 통하여 파괴된 가정을 복구하고 개선시키려 하였다. 그의 교육방법의 기초는 교육내용을 넓고 철저하게 읽는 데 있었다. 이에 따라 그는 형식적인 작문연습에 의한 학습을 반대하였다. 그는 교사와 더불어 토의하는 데서 올바른 학습이 이루어진다고 보았고, 경험을 통한 학습을 존중하여 국내 또는 외국 여행을 장려하였다. 그는 교육방법으로서 유희나 경쟁적 경기는 싫어하였으나 신체와 정신을 조화적으로 훈련시키는 것은 찬성하였다.  인문적 실학주의는 후기 문예부흥기의 자유교육 이념의 유물로 나타났다가 실학주의의 제1단계에서 선구적인 역할을 한 셈이다. 이들의 교육은 그 교육내용에 있어서는 인문주의적이었으나 목적과 방법에 있어서는 실제적인 것이었다.

### 사회적 실학주의
사회적 실학주의(社會的實學主義)는 인문적 실학주의가 내세우는 고전을 통한교육을 받게 하고 사회생활의 경험을 교육의 내용으로 해야 한다고 하였다. 그들은 사회 안에서 생활하는 인간의 사회관계를 중요시하여 세정에 밝은 사람(man of the world)의 양성을 교육목적으로 하였다. 그러나 사회적 실학주의자들은 귀족계급에 속하는 자들로서 다른 계급의 교육에 대해서는 별로 관심이 없었다. 그들은 오로지 귀족과, 청년들로 하여금 세상을 살아가는 데 있어서 신사적 생활을 할 수 있도록 준비해 주는 것을 교육의 목적으로 하였다.  교육내용으로는 고전에 관한 학습보다 현대에 관한 학습을 중시하였다. 특히 몽테뉴는 신사를 양성하는 데는 고전·현대어·역사·철학·여행·사회접촉·체육이 중요하다고 했다. 그는 체육은 건전한 정신의 기초라고 믿었다. 역사는 과거 타인에 의해 이루어진 경험의 연구로 공부해야 하며, 철학은 인간행위와 인간의 임무를 연구하는 데 필요하다고 하였다. 그는 여행을 강조하여 세상 물정에 밝은 사람을 길러 내는 교육은 여행을 통해 가능하다고 생각하고, 여행의 교육적 효과를 강조하였다.  사회적 실학주의의 교육방법에 있어서는 진정한 학습은 외면적 본체를 내면적인 본체로 바꾸는 과정이며, 외면적인 세력을 자발성으로 돌리는 과정이라고 하였다. 이와 같이 훈련된 인간에게는 모든 것이 학습의 자극이 된다고 보았다. 또한 "암기로서 아는 것은 아무것도 모르는 것이다"라고 단정하고 단순한 기억보다 이해와 판단을 강조하였다. 따라서 억지로 기억시키지 말고 실제적인 판단력을 길러주는 것이 학생으로 하여금 효과적이고 성공적으로 생활할 수 있게 하는 가장 좋은 방법이라고 생각했다.  누가 더욱 박식한가라기보다는 누가 더욱더 진정으로 학문을 하였는가 하는 것이 중요하다고 하였다. 왜냐하면 박식하기는 하지만 현명하지는 못하며, 인간이 학문에 의해 강화되기는커녕 약해지는 인간, 그들은 교육을 통하여 얻는 사고력을 좋은 목적보다도 나쁜 목적에 사용하는 일이 더욱 많기 때문이다.  교육에서 강제와 폭력을 배격하였다. 몽테뉴는 아동들의 부드러운 마음속에 공부하려는 욕망을 불러일으키게 하기 위해서 교실은 즐거운 장소가 되어야 한다고 주장하였다. 몽테뉴의 교육방법은 자연에 따르는 것이었다. 그는 학교 대신에 가정교사제도의 유용성을 주장하였는데, 그가 주장한 가정교사제도는 영국과 프랑스의 상류가정에서 대부분 채택하였다. 그의 교육사상은 근대교육의 방법과 원리에 직접 영향을 주고 있다. 즉 인간발달에 불가결한 조건을 치밀하게 관찰하는 일, 체육과 정신교육을 관련시키는 일, 인격의 발전이나 생활의 기술을 가르치는 수단으로서 교재를 사용하는 일 등을 들 수 있다.

### 감각적 실학주의
교육상의 실학주의 운동(感覺的實學主義)은 감각적 실학주의에 이르러 그 절정에 달한다. 감각적 실학주의는 과학의 발달에 의한 자연과학의 지식과 연구방법을 교육에 도입하여 인간생활의 향상을 꾀하고자 하는 것이었다. 감각적 실학주의자는 고전이나 사회적 생활경험을 통하여 실생활에 필요한 지식을 얻게 하려는 것이 아니라, 감각적 직관을 교육의 기초로 삼으려고 하는 것이다.  즉 실물이나 표본, 그림과 같이 감각할 수 있는 구체적 사물을 교재로 택하여 교육함으로써 참된 지식을 얻게 하려는 것이며, 따라서 이를 과학적 실학주의라고도 한다.
감각적 실학주의의 대표자는 리처드 멀캐스터(Richard Mulcaster, 1531년-1611년)·프란시스 베이컨(Francis Bacon, 1561년-1626년)·볼프강 라트케(Wolfgang Ratke, 1571년-1635년)·코메니우스(J. A. Comenius, 1592년-1670년) 등이다.  감각적 실학주의는 자연의 상태 및 법칙을 그들의 교육목표로 하였다.

① 먼저 사물의 형체를 알린 후에 사물에 대한 지식을 가르쳐야 한다.
② 교수는 자연법칙에 합치되어야 하기 때문에 인간의 교육도 자연의 순서에 따라 학습되지 않으면 안 된다.
③ 한번에 많은 것을 교수하지 말고 한 가지씩 가르쳐야 한다.
④ 한번 교수한 것은 반복 연습시켜야 한다.
⑤ 모든 지식은 감각을 통하여 습득되어야 한다.
⑥ 학습은 우선 모국어로 해야 한다.
⑦ 교재를 이해하기 전에 암기를 시켜서는 안 된다.
⑧ 교재는 쉬운 것에서부터 어려운 순서로 다루어야 한다.
⑨ 유사한 학과는 동일한 방법으로 가르쳐야 한다.
⑩ 강제적인 교수는 피해야 한다.
⑪ 정의(定義)·법칙은 각각의 예를 들어 해설해야 한다.
⑫ 남학생의 교육은 남자교사가 좋으며, 여학생의 교육은 여자교사가 담당해야 한다.
⑬ 학습은 귀납법과 실험을 통해서 하는 것이 좋다.

라트케는 자연주의에 의한 교육목적을 주장했고, 멀캐스터도 교육을 할 때 아동의 자연적 경향과 활동을 억압해서는 안 된다고 주장했다. 베이컨의 교육이념은 인간이 사물의 지배력을 갖도록 하고 과학적 지식의 이용에 의한 인간의 힘을 증진시키는 데 있었다. 즉, 인간의 이익을 위하여 자연의 법칙을 배우고 자연을 조정하는 데 있는 것이었다. 감각적 실학주의자들은 대체로 교육의 원리를 모두 과학을 통하여 자연 속에서 발견하려고 했기 때문에 자연과학적 지식을 존중하였다.  감각적 실학주의의 교육내용에서는 스콜라주의나 인문주의 교육의 비현실적인 개념 또는 관념 대신에 모국어·자연과학·사회과학의 실제적인 방면을 중시했다. 멀캐스터와 라트케는 모국어의 가치를 높이 평가하여 교육에서는 먼저 모국어를 읽고 쓸 수 있는 능력을 길러야 한다고 주장했고, 코메니우스도 모든 부락에 모국어학교를 세울 것을 역설했다. 베이컨은 자연에 관한 지식만이 참다운 지식이며 이러한 지식만이 오로지 학교에서 교수할 만한 가치가 있다고 하여 자연과학을 가장 중요한 교육내용으로 보았다.  감각적 실학주의의 교육방법은 심리학적·과학적인 토대 위에 감각을 통한 학습을 중점으로 둔 것이었다. 즉, 동물원·식물원·표본·그림·사진·지도·지구의 등의 새로운 도구가 교육방법에 이용되었다. 그들은 실물·회화(그림)·표본을 통해서만 참다운 지식을 얻을 수 있다고 믿었다.  이에 따라 코메니우스는 직관의 원리에 의해 그림을 삽입한 교과서를 저술하고 실물관찰주의 학습을 중요시하였다.
이상에서 말한 감각적 실학주의의 교육방법을 요약하면 우선 실물관찰주의와 실험주의를 강조하였고, 교육은 자연의 질서에 따라서 해야 한다고 하였다. 또한 학습방법에 있어 교수는 모국어로 해야 하며, 자연적 사물의 개념을 가르칠 때는 귀납법을 사용해야 한다는 것이다.

## 사상가

### 리처드 멀캐스터
영국의 교육사상가·교육실천가인 리처드 멀캐스터(Richard Mulcaster, 1531년-1611년)는 문법학교에서 교편을 잡은 후, 한 퍼블릭 스쿨의 교장이 되었으며, 특히 머천트 테일러스 학교의 초대 교장이 되어 '아동들로 하여금 훌륭한 생활태도를 익히게 하고 고전을 통하여 형성되는 훌륭한 인간을 기르는 교육'을 하였다. 그 후 그는 영국의 퍼블릭 스쿨 가운데서 가장 오래된 학교의 하나인 세인트 볼즈학교의 교장을 지냈다. 그동안에 그는 교육에 관한 두 권의 저서를 발간했는데, 그것은 1581년에 쓴 <위치(位置)>와 <초학서(初學書)>이다.  그의 교육이론의 근본원리는 합자연 사상이라고 할 수 있다. 그는 자연은 인간의 마음과 신체 속에 자연적 제능력을 부여했는데, 인간은 이 여러 능력을 인간의 힘으로 완성시키지 않으면 안 되며, 따라서 교육의 목적은 이 자연을 교육하여 완성시키는 일이라고 하였다.  그러기 위해서는 아동의 선천적 소질에 관한 심리학적 분석이 교육의 기초적 과제가 되어야 한다고 주장하였다. 그는 교육이 목표로 하는 것은 지각·기억·판단력을 기르는 일, 특히 선과 악, 신과 불신, 정직과 허위 등의 판단력, 즉 도덕과 관련된 판단력이 중요하다고 했다. 그는 또 교육의 목적으로서 미숙한 아동들로 하여금 성숙한 후에 자기의 선을 실현시키고 또한 각자가 맡은 직책을 국가를 위하여 완수할 수 있는 인간이 되도록 기르는 것이라고 했다.  교육의 대상으로서는 신분이나 계급의 차별을 고려하지 않고 모든 아동들에게 기회를 균등히 주어 문맹을 없애야 한다고 하였다. 이것은 사회생활을 영위하기 위해서나 종교생활을 위해서 누구나가 다 기초교육을 받아야 하기 때문이다. 그러나 모든 아동이 상급학교에 진학할 필요는 없다고 했다. 국가와 교회가 요구하는 인원수와 각자의 능력에 따라 아동을 선발하여 고등교육을 받도록 해야 한다고 주장하였다. 그는 교육내용으로서 초등교육단계(6-12세)에서는 모국어를 먼저 가르쳐야 하고, 모국어를 충분히 습득시킨 후에 라틴어를 가르치며, 신체적 기능이나 감각경험을 발달시키기 위하여 체조·음악·회화·무용·유희를 배우도록 해야 한다고 하였다.  그리고 초등교육을 마친 후 상급학교에 진학하는 사람은 12세에서 16세 사이에 '문법학교'에서 고전어를 배워야 하며, 거기에서 능력 있는 자만을 대학에 진학시킨다. 대학은 고전·수학·철학을 위한 대학 외에도 교사·목수·의사·변호사 양성을 위한 대학이 있어야 한다고 주장하였다. 그는 가정교사를 채용하여 가정 안에서만 교육하는 제도를 반대한다. 왜냐하면 그런 제도 속에서 아동들은 자기 천성을 발휘하지 못하고 밀폐된 방 속에서 뛰어놀지도 못하여 정상적인 성장을 할 수 없기 때문이라는 것이다. 그러므로 가정교사에 의한 교육보다는 학교교육이 더 좋은 것이라고 했다. 그는 초등교육이 의무교육이어야 한다고 주장했다. 초보적인 교육의 기회는 빈부나 남녀의 차별없이 모든 사람에게 균등하게 주어져야 하며, 따라서 초등교육은 공교육(公敎育)이어야 한다고 했다.  그는 여자교육에도 관심을 갖고 여자교육도 학교에서 남자와 같이 실시해야 하는데, 여자는 가정적 교양을 위해서 읽기·쓰기·그림·성악·기악·재봉을 특히 중요시하여 가르칠 것을 주장했다.  학교교육의 기초는 매우 중요한 것이며 동시에 매우 어려운 것이므로 교사는 고도의 기능과 교육정신이 요구되며, 초등학교는 중등학교 이상의 단계보다는 교사가 담당하는 아동의 수를 적게 하고, 보수는 많이 주어야 한다고 했다.  멀캐스터의 교육이론이 특히 유명한 것은 첫째, 아동교육의 중요성을 크게 강조하고, 그 심리학적 기초를 중요시한 것이며 둘째, 자신이 직접 교육을 한 경험을 토대로 해서 예리한 관찰력을 통하여 아동을 연구함으로써 풍부한 경험을 얻을 수 있었고, 그럼으로써 새로운 교육이론을 전개할 수 있었던 점이다. 셋째, 플라톤의 이상국가에 대한 이론과 그것에 관계된 교육의 역할을 받아들인 점이다. 플라톤 이후 멀캐스터만큼 그의 교육이론의 기초를 거의 그대로 그 시대상에 맞추어 재확립한 사람은 없다.

### 프란시스 베이컨
영국이 르네상스 시대에 낳은 대사상가이며, 데카르트와 더불어 16-18세기에 걸친 대륙의 철학사상에 있어서 합리주의적 경향의 대표자로서, 근세 철학의 아버지로 불리고 있는 프란시스 베이컨(Francis Bacon, 1561년-1626년)은 영국의 수도 런던에서 태어나 철학과 법률을 전공하고, 하원의원·여왕고문관 등의 관직을 거쳐 작위까지 받았다. 그는 철학자로서 명성이 높을 뿐만 아니라 정치가·과학자로서 후세에도 많은 영향을 미쳤다.  그는 교육가가 아니고 또 직접적으로 교육에 관해 저술한 것도 없으나 과학연구에 대한 새로운 방법론을 제창하여 간접적으로 교육방법상에 큰 영향을 끼쳤다.  베이컨은 교육의 목적을 인간이 자연법칙을 배워서 결과적으로 지배할 수 있는 힘을 갖게 하는 데 있다고 하였다. 즉 과학적 지식을 이용하여 자연을 정복하고 그것을 사람의 이익이 되도록 해야 한다는 것이다. 또한 자연환경과 자연현상 및 자연법칙에 관한 지식은 실제적이며 실생활에 유능한 도구라고 생각했다. 그리하여 그는 과학적 탐구의 목적도 형이상학적인 것이 아니라 실용적인 것이라고 생각했으며, 자연력을 자유로이 이용할 수 있을 때에 비로소 그 지식은 목적을 달성할 수 있다고 하였다. 그가 말한 "아는 것이 힘이다"는 바로 이같은 과학적 지식을 말한 것이다.  그는 과학적 지식이 사람의 행복을 증진시키는 데 유익한 것이라는 것을 의심치 않았고, 자연의 과학적 연구가 인간발달의 기초가 된다고 믿었다. 자연에 관한 지식이야말로 오직 참되고 성과 있는 지식이며, 학교에서 가르칠 가치가 있는 지식이라고 확신하였으며, 따라서 교육은 무엇보다도 자연현상의 연구에 힘써야 한다고 했다. 그는 오늘날 우리가 '교육과정의 편성'이라고 말하는 것을 처음으로 주장하였다. 그에 의하면 교육은 과거의 지식을 되풀이하지만 말고 새로운 지식을 만들어 내야 하며, 교육자는 사물을 관찰하고 평가하고 기록해야 한다는 것이다. 이러한 귀납적 연구방법에 의하여 참된 학문의 내용인 자연법칙과 그 응용에 관한 새로운 지식을 개발해야 하는 것이므로 그는 전통이나 권위에 의해서 만든 교재보다는 사물의 관찰과 실험에 의해서 이루어지는 경험을 중시하였다.  베이컨이 학문적 방법으로 제창한 귀납적 방법은 교육상 공헌이 크다. 과거의 삼단논법에 의한 추리 방식은 과학적 발전에 무용한 것이며, 이에 반하여 귀납법은 관찰과 실험으로써 사실을 수집하고 통계를 만들어 이를 정리함으로써 정확한 지식을 인식할 수 있다는 것이다. 이와 같이 그는 귀납법이 지식을 얻는 유일한 방법이라고 생각하고 이같은 방법을 학습 지도방법으로도 사용할 것을 주장하였던 것이다.

### 볼프강 라트케
17세기 독일의 대표적 교육개혁가였던 볼프강 라트케(Wolfgang Ratke, 1571-1635)는 대학에서 철학과 신학을 전공한 후 목사가 되려고 했으나 발음장애가 있어 그만두고 영국에 유학하여 진보적인 베이컨의 학문과 사상에 접할 수 있었다.  그 후 다시 네덜란드에 가서 헤브라이어와 수학을 배웠고 가르치기도 했다. 그는 개인교수를 함으로써 겨우 생계를 꾸려간 적도 있었는데, 이때의 경험이 그에게 교수법 개혁에 관심을 갖게 하였다. 그 후 각처를 여행하면서 자기의 새로운 교수법을 실천할 기회를 찾았다. 그는 1612년 독일 국회에 모인 제후(諸侯)에게 교육개혁에 관한 의견서를 제출하여 많은 제후들로부터 주목을 받았으며, 이것이 라트케의 교육개혁사상의 기초가 되었다. 그는 1619년에 모범학교를 직접 경영하여 그의 교수법에 의한 실험교육을 실천하였다.  라트케는 근대교육에 지배적인 영향을 끼친 베이컨의 합자연의 원리에 입각하여 아동의 정신생활 속에 자연의 질서가 들어 있다는 사실을 찾아낸 최초의 사람이었다. 합자연의 원리가 그의 교육론의 기초가 되었으며, 이 기초 위에 그의 유명한 언어교수법이 전개된다. 라트케는 학습과정을 지배하는 자연법칙을 발견하고, 아동의 학습심리에 일치하는 학습지도법과 과학적 지식을 어떻게 효과적으로 아동에게 습득시키느냐 하는 과학적인 방법을 더욱 발전시키려고 하였다. 다시 말하면 어떻게 하면 보다 효과적으로 아동에게 가르칠 수 있느냐 하는 교수법의 발견에 노력했던 것이다.  그는 교수의 능률을 높이기 위하여 교수법 개량에 전력을 기울였다. 그것은 교수법이 교육을 성공시키는 데 가장 중요한 요건이라고 생각하고 있었기 때문이었다.
교수법의 개혁에 모든 관심을 집중시켜 연구한 라트케는 아동의 자연적 성장·발달 과정이 교육방법의 토대가 된다는 사실을 기초로 하여 다음과 같은 교수법의 개혁원리를 고안해 냈다.
① 모든 것을 자연의 질서와 과정에 따르게 할 것,
② 한번에 한 가지씩만 가르칠 것,
③ 배운 것은 하나도 빼놓지 않고 몇 번씩 반복할 것,
④ 모든 것을 처음에는 모국어로 말할 것,
⑤ 모든 것을 강제로 하지 말 것,
⑥ 이해하지 못한 것을 암기하게 하지 말 것,
⑦ 모든 것 중에서 동질적인 것은 같은 방법으로 가르칠 것,
⑧ 사물 그 자체를 먼저 가르치고 다음에 그 사물을 설명할 것,
⑨ 모든 것을 경험을 통해 배우고 모든 부분을 관찰해서 배울 것,
⑩ 교재는 쉬운 것에서 어려운 순서로 다룰 것 등이다.

이와 같이 라트케는 근대교육에 있어서 최초로 조직적 교수법을 창안하였다.  라트케는 외국어 교수법에도 큰 관심을 갖고 이 어학교수법의 기초로서 합자연의 법칙을 비롯한 과학적인 방법을 시도하였다. 그는 교육학의 과학화를 최초로 시도하고 아동의 심리적 구조, 특히 소질을 발견하여 거기에 따라서 교육내용이나 교수법을 조직하지 않으면 안 된다고 했다.  또 그는 수업과 수업 사이에 휴식시간을 둘 것, 조용히 경청하는 데 그치지 않고 실제로 활동하게 할 것, 질서있게 정리된 언어교수용의 교과서를 편찬할 것을 주장했다.  이와 같이 하여 그는 근대 교수법의 창시자라는 이름을 얻었고, 또한 극히 진보적인 경험주의자·직관주의자로 불리게 되었다. 이 밖에 학교제도를 교회의 손에서 국가의 손으로 옮겨 그 관리를 세속에 이양할 것과, 교사의 급료를 국가가 지급할 것 등의 근대적 학교제도에 관한 구상을 최초로 제창한 공적도 무시할 수 없다.

### 코메니우스
코메니우스(Johann Amos Comenius, 1592-1670)는 오스트리아 모라비아(현재의 체코)에서 출생하여 대학에서 철학과 신학을 공부하고 신교 교단의 목사가 되었으나 스웨덴으로 가서 6년 동안 김나지움(Gymnasium)의 교육에 종사했고, 헝가리 초청으로 4년 동안 그곳에 있으면서 7년제의 김나지움을 설립하고 학교개혁을 지도했다. 그는 또 암스테르담에 가서 가정교사 노릇을 하면서 저작과 출판에도 종사한 일이 있다. 그의 교육에 관한 대표적인 저서로는 <어학입문>, <대교수학>, <세계도회> 등이 있다.
코메니우스는 신과 더불어 영원한 행복을 누릴 수 있도록 인간을 교화시키는 것이 교육의 목적이라고 생각했다. 그런데 이같은 영원한 행복은 인간이 우선 이 세상에서 올바른 생활을 하는 데서 얻어질 수 있다고 믿고 지상생활을 준비하기 위해서 지식·도덕 및 경건한 신앙이 필요하다고 하였다.
첫째, 이성적인 인간이 될 수 있는 지식의 발달이 필요하며,
둘째, 자기를 지배할 수 있는 도덕의 수양이 필요하고,
셋째, 신에게 돌아갈 수 있는 종교적 도야(陶冶)를 행함으로써 인간성의 완성을 도모해야 한다는 것이다.
그는 인간생활을 개혁하는 데 교육이 절대적으로 필요하다고 믿고 타락한 인간을 향상시키기 위해서는 청소년에게 적당히 교육을 실시하는 것이 가장 효과적이라고 말했다. 그는 학교의 역할은 지식을 현실생활에 이용할 수 있도록 준비하여 주는 것이라고 하였다.  이러한 사상에 입각하여 그는 교육내용에 있어서 누구보다도 광범위한 교육과정을 제시하였다. 범지학(汎知學：pansophia)이라는 것을 주장하여 모든 유용한 지식은 상세하게까지는 아니더라도 적어도 일반적인 윤곽만은 공부해야 한다고 하여 백과전서적인 교육과정을 제의하였다. 그가 각 학교에서 가르쳐야 할 교과목으로 제시한 것을 보면, 모국어·종교·산수·역사학·미술·라틴어·그리스어·헤브라이어·7자유과(seven liberal arts：문법·수사학·변증법·산수·기하학·천문학·음악)·물리학·지리학·도덕·신학·철학·법학·의학·고전·수공·공업기술·유희 등이다. 이러한 교육내용을 다시 요약해 보면 언어·종교·도덕·자연과학·기예(技藝) 등의 다섯 영역이 되며, 그는 범지학과 백과전서적인 입장에서 이러한 광범위한 지식의 내용을 전부 가르치려고 하였다. 이러한 의미에서 코메니우스를 백과전서주의자라고 부른다.  그는 학교가 가장 좋은 교육이라고 보고 교육목적을 달성하기 위해서 조직적 학교제도를 제시하고 있다.
그는 교육기간을 24년으로 설정하고 이것을 6년씩 4기로 나누어 네 단계의 형식으로 할 것을 제안하였다. 그 내용은 다음과 같다.
<제1기> 가정에서 어머니로부터 교육받는 가정교육 기간으로서 이 시기에는 신체적 양호와 일상언어, 도덕과 신앙의 기초, 책을 통하지 않고 자연계의 사실과 진리를 배운다.
<제2기> 7세부터 12세까지로 '국어학교'에서 모국어의 교육을 받고 읽기·쓰기·셈하기·종교·역사·지리·미술·물리를 배우게 되는데, 이 학교는 수업료가 없이 의무적으로 취학하도록 해야 한다.
<제3기> 13세부터 18세까지로, '라틴어학교'에서 고대로부터 내려오는 지식을 이해하고 판단하도록 훈련시키기 위해 국어·라틴어·그리스어·헤브라이어·7자유과·물리학·지리학·역사학·도덕·종교 등의 과목을 배운다.
<제4기> 대학에서의 전공에 따라 신학·철학·법학·의학을 배우고, 특히 고전과 여행을 중시하였다.
코메니우스는 종교교육과 도덕교육을 강조하는 한편, 특히 어학은 과학적 지식을 얻는 데 필요한 도구라고 하여 모국어를 사용하여 교육하기를 주장하였다. 그는 교육의 목적이 모든 사람에게 모든 것을 가르치는 데 있다고 하여 서민교육에 지대한 관심을 기울였으며, 될 수 있는 한 모든 사람이 다같이 동일한 학교에서 교육을 받아 서로 자극과 격려를 줄 수 있게 해야 된다고 생각하였다.  또한 도시·교구(敎區)·농촌에 학교를 설립하여 남녀를 막론하고 전체 젊은이들이 예외 없이 빠르고 유쾌하고 철저하게 지식을 배우게 하고, 도덕적으로 순화시켜서 진실된 신앙생활을 하도록 가르쳐야 한다고 하였다. 또한 이러한 방식으로 현재와 미래의 생활에 필요한 모든 것을 교육받게 해야 한다고 강조했다. 그러므로 코메니우스는 남녀교육의 기회균등과 의무교육을 주장한 사람 중의 한 사람이라고 할 수 있다.  코메니우스가 교육사상에 있어서 특별히 주목받을 만한 위치를 차지하게 된 것은 그가 획기적인 새로운 교육방법을 고안해 냈기 때문이다.
이러한 그의 교육방법의 원리는 다음과 같다.
첫째, 교육과정을 하급에서 시작해서 점차로 고급과정에 연결되도록 하는 것이고
둘째, 교수에 있어서 교과서의 가치를 높이 평가하여 '세계도회(世界圖繪)'란 그림이 삽입된 교과서를 만들어 언어를 가르치게 한 것이며
셋째, 교육이론이나 교육과정·교육방법에 있어서 과학적인 방법을 응용하려고 노력하여 과학적 학습원리를 찾으려고 한 점.
넷째, 자연의 개념을 교육방법에 도입하여 학습은 자연의 질서와 법칙에 따라야 한다고 주장한 것이다.
그러면서 다음과 같은 원리를 제시하였다.
(1) 자연현상에는 적당한 시기가 있다. 그러므로 학습에 있어서도 적당한 시기를 택해야 한다. 즉 인간의 교육은 인생의 봄에 시작해야 하고, 하루의 학습은 아침에 하는 것이 적당하다.
(2) 자연은 사물을 만들기 위해 먼저 재료를 준비한다. 그러므로 학습에서도 먼저 재료를 준비해야 한다.
(3) 자연은 뛰어넘지 않고 서서히 그 단계를 지킨다. 그러므로 학습도 이 방법에 따라야 한다.
(4) 자연의 사물은 모두 그 근본이 되는 뿌리로부터 발생한다. 그러므로 아동의 학습에 있어서도 그 지식을 책에서 구하지 말고 자연 그 자체에서 구하여야 한다.
(5) 자연은 불필요한 일을 하지 않는다. 그러므로 아동학습에서도 생활에 가치가 없는 지식은 가르치지 말아야 한다.
(6) 자연은 어떤 일을 시작하면 그것이 완성될 때까지 계속한다. 그러므로 아동은 그들의 학습에 인내가 있어야 하며 무단결석을 해서는 안 된다.
(7) 교육의 방법도 자연의 방법에 따라야 한다.
또 그는 자연에 순응하여 나아가면 교육의 작용은 다음과 같은 때에 용이하다고 하였다.
① 마음이 타락하기 전에 교육을 일찍 시작해야 하며,
② 마음에 교육을 받아들일 만한 준비가 충분히 되어 있을 때,
③ 일반적인 것에서 특수한 것으로 교육이 진행될 때,
④ 쉬운 것에서 어려운 것으로 진전될 때,
⑤ 너무 많은 교과 때문에 아동이 과로한 부담을 갖는 일이 없을 때,
⑥ 서서히 진행될 때,
⑦ 지능 연령이라든가 올바른 방법에 즉응(卽應)하면서 지능에 자연적 경향이 맞지 않는 것에는 어떠한 것에도 지능을 강제하지 않을 때,
⑧ 감각의 매개에 의하여 모든 것이 가르쳐질 때,
⑨ 가르쳐진 것을 모두 이용하는 일이 항상 염두에 두어졌을 때,
⑩ 어떠한 것이든 동일한 방법으로 가르쳐졌을 때
코메니우스는 인간발달에 대하여 깊은 통찰력을 가지고 있었으므로 최초의 모범적인 교수법을 수립하였다.  코메니우스는 실학주의 교육을 최초로 발전시킨 교육개혁사상가인 동시에 교육실천가였다. 그는 지식교육·도덕교육·종교교육을 통합시켜서 하나의 완성된 인간을 형성하려고 하였다. 그리고 그 방법 면에서는 객관적 자연주의와 직관주의, 그리고 공동교육 등을 제창하였다.  그의 교육사상은 종교교육에도 지대한 영향을 주어 종래의 엄격주의에 반대하는 새로운 경향이 나타났다. 그의 교육사상은 18세기 후반에 신인문주의가 일어남에 따라 다소 쇠퇴한 감이 있었으나 19세기 후반에 이르러 자연과학이 융성하자 다시 세력을 얻어 20세기의 신교육운동에 많은 영향을 주었다.

## 같이 보기
- 서양 근대의 교육
  - 서양 18세기의 교육